# Щетинин, Михаил Иванович (художник)
Михаил Иванович Щетинин (1824 — 1886, Санкт-Петербург) — русский художник-мозаичист, академик Императорской Академии художеств.

## Биография
Происходил из купеческой семьи. Рано пристрастившись к рисованию, он сначала дома, без постороннего руководства, стал им заниматься, а потом поступил вольноприходящим учащимся в Императорскую Академию художеств. Окончил курс Академии художеств со званием неклассного художника по живописи портретной и исторической (1850) за картину «Молящийся старик».
Вскоре после окончания учёбы получил приглашение принять участие в работах по отделке и украшению Исаакиевского собора. Ему было предложено взять на себя исполнение части мозаичных работ. Ввиду этого он, с особого разрешения министра уделов, снова поступил в Академию художеств (1854) внештатным учащимся в только что открытый при ней мозаический класс, продолжая по-прежнему трудиться над украшением Исаакиевского собора. В это время он начал работать над создавшим ему широкую известность не только в России, но и за границей образом Св. Николая Чудотворца, исполненным мозаикой по оригиналу профессора Т. А. фон Неффа и находящимся теперь в главном приделе Исаакиевского собора. За прекрасное выполнение этой работы Академия художеств признала (1861) Щетинина художником-мозаистом и в следующем году послала вышеупомянутый образ на Лондонскую выставку, где художественное жюри присудило за нее Академии большую премию. Точно так же, полного одобрения заслужили работы Щетинина и на Парижской выставке 1867 года. В том же году Академия художеств удостоила Щетинина звания классного художника 2-й степени, а еще через два года — звания академика мозаики и, наконец, в 1880 году признала его почётным вольным общником. Правительство также наградило его труды несколькими орденами и медалями на орденских лентах.
Посвящая на выполнение каждого образа или картины от 4-х до 6-ти лет, Щетинин оставил не много мозаичных работ, но всё оставленное им по воспроизведению картины, по подбору цветов и тона смальт и по шлифовке смальтовых кубиков стоит вне сравнения и вызывает восторженные отзывы всех знатоков мозаики. Лучшими из работ Щетинина, кроме вышеупомянутого образа Николая Чудотворца, считаются еще образ Св. царицы Александры, образ Богоматери с оригинала профессора Неффа и картина «Се Человек» с оригинала профессора П. П. Чистякова.
В 1885 году Щетинин вследствие сильно расстроенного здоровья вышел в отставку и скончался в Петербурге 8 апреля 1886 года, в возрасте 63 лет.